# SUPER RADIO MONSTER ラジ★ゴン
SUPER RADIO MONSTER ラジ★ゴン（スーパ・レディオ・モンスター ラジ・ゴン。通称：ラジ★ゴン）は、1998年4月から2020年3月まで月曜 - 木曜 12:30 - 16:30に、FM FUKUOKA1階アクサダイレクトスタジオから放送されていたラジオ番組。

## 概要
「にしぎん DAYTIME JUNCTION」と「BEAT 9TO5 BINGO! No.5」の後番組として1998年4月に放送開始。
放送開始当初のDJは月・火がBUTCHと斉藤ふみ、水・木が米岡誠一と木原友香。なお、米岡は「BINGO! No.5」からのスライドである。
放送開始から16年間維持されてきたBUTCH&斉藤コンビ、ならびに月火・水木で2日ずつ担当する体制が2013年3月で終了、翌4月からは「福岡のリスナーの活力の源になりたい!との想いに。ここ、福岡を代表するDJ（ラジオモンスター）が集結」をキャッチフレーズに日替わりでDJが登場するようになる。なお、ちんのみ水・木連投。
2016年4月改編で、エフエム福岡のワイドプログラム全体の放送時間の見直しが行われ、番組が始まって初めて放送開始時間が変更された。
2020年3月18日番組冒頭で2020年3月末での番組終了が発表された。これにより22年間の歴史に幕を閉じる。後継番組は『～Ultra Radio Connection～DIG!!!!!!!!FUKUOKA』で、本番組のパーソナリティ陣のうち、BUTCH、小雪、斉藤ふみ、TOGGYが続投する。

## パーソナリティ

### 番組終了時点（2020年3月）
- 月曜 - BUTCH（2013年3月までは火曜も担当していた。）、小雪（女優の小雪とは別人。）
- 火曜 - 岡本ヒロミツ（2017年10月 - ）、斉藤ふみ（2013年3月までは月曜も担当していた。）
- 水曜 - ちん。（2013年4月 - 。2014年4月 - 2017年9月は「ちんみ」として木曜も担当していた[3]。）、バンカヨコ（2013年4月 - 。2009年3月 - 6月は代打として火曜も担当していた。）
- 木曜 - TOGGY（2017年10月 - [4]）、山田優子（2013年3月までは水曜も担当していた。また、2009年3月 - 6月は代打として月曜も担当していた。）

### 過去
| 期間      | 期間      | 男性  | 男性         | 男性     | 男性     | 女性     | 女性       | 女性       | 女性       |
| 期間      | 期間      | 月曜  | 火曜         | 水曜     | 木曜     | 月曜     | 火曜       | 水曜       | 木曜       |
| --------- | --------- | ----- | ------------ | -------- | -------- | -------- | ---------- | ---------- | ---------- |
| 1998.4.1  | 2000.3.30 | BUTCH | 米岡誠一     | BUTCH    | 米岡誠一 | 斉藤ふみ | 木原友香   | 斉藤ふみ   | 木原友香   |
| 2000.4.3  | 2002.3.28 | BUTCH | BUTCH        | 米岡誠一 | 米岡誠一 | 斉藤ふみ | 斉藤ふみ   | 木原友香   | 木原友香   |
| 2002.4.1  | 2003.3.27 | BUTCH | BUTCH        | 米岡誠一 | 米岡誠一 | 斉藤ふみ | 斉藤ふみ   | 松尾亜希子 | 松尾亜希子 |
| 2003.3.31 | 2009.2.26 | BUTCH | BUTCH        | 米岡誠一 | 米岡誠一 | 斉藤ふみ | 斉藤ふみ   | 山田優子   | 山田優子   |
| 2009.3.2  | 2009.7.2  | BUTCH | BUTCH        | 米岡誠一 | 米岡誠一 | 山田優子 | バンカヨコ | 山田優子   | 山田優子   |
| 2009.7.6  | 2013.3.28 | BUTCH | BUTCH        | 米岡誠一 | 米岡誠一 | 斉藤ふみ | 斉藤ふみ   | 山田優子   | 山田優子   |
| 2013.4.1  | 2014.3.27 | BUTCH | 謎のアジア人 | ちん。   | 米岡誠一 | 小雪     | 斉藤ふみ   | バンカヨコ | 山田優子   |
| 2014.3.31 | 2017.9.28 | BUTCH | 謎のアジア人 | ちん。   | ちんみ   | 小雪     | 斉藤ふみ   | バンカヨコ | 山田優子   |
| 2017.10.2 | 2020.3.31 | BUTCH | 岡本ヒロミツ | ちん。   | TOGGY    | 小雪     | 斉藤ふみ   | バンカヨコ | 山田優子   |

## 放送時間
全て月曜 - 木曜の放送。
- 放送開始 - 2009年9月：12:00 - 16:00
  - 15:55までの時期もあり。
- 2009年10月 - 2013年3月：12:00 - 16:25
- 2013年4月 - 2016年3月：12:00 - 15:55
- 2016年4月 - 2020年3月：12:30 - 16:30

## タイムテーブル

### 現在
2019年8月現在。
- 12:30 - 　
  - （月） - 小雪の一週間 
    - ジングル後、BUTCHの「小雪の一週間」のコールに続いてパーソナリティの小雪がどんな一週間を過ごしたのかが紹介される。

  - （火 - 木） - ジングル後に各パーソナリティがフリートーク。1・2分程度。
- 12:40 - トクセン！FMラジオショッピング
- 12:48 - 西日本シティTT証券 presents ラジゴン トゥデイズ マーケット インフォメーション
- 13:20 - Today's Report
  - 以前はこはまもとこをはじめとするアナウンサーが登場してニュースを読んでいた。2014年現在、公開生放送の時を除いて、月曜はBUTCH、火曜は岡本、水曜はちん、木曜は13時台は山田が15時台‐16時台はトギーがれぞれニュースを読んでいる。
- 13:26 - 日替わりコーナー1
  - （月） - ラジゴン男と女のトリセツ
    - 毎週男と女にまつわるテーマを出して二択でリスナーからの意見を募る。

  - （火） - 週刊黒縁メガネ
    - 過去1週間の様々なニュースから選んだネタを紹介しDJがフリートークを展開するコーナー。

  - （水） - 今日のバン付け
    - バンが選んだ話題を、「関脇」・「大関」・「横綱」に分類して紹介するコーナー。

  - （木） - ラジ★ゴン 格言の泉
    - リスナーが投稿した格言を紹介するコーナー。
- 13:42 - Traffic Report
- 13:48 - トクセン!ラジオショッピング
- 14:00 - クイズ・タックル
  - リスナー参加型のコーナー。毎日四択のクイズが出題され、正解すると1000円分の商品券（前日までの挑戦者が不正解の場合はキャリーオーバー）が貰える。以前は3択だったうえに、商品券も2000円分がプレゼントされていた。
- 14:13 - Weather Report
- 14:19 - 福岡シティエクスプレスVIVOTが行く
  - FM FUKUOKAのラジオカー「VIVOT」が福岡の店や企業などを回り取材するコーナー。
- 14:25 - 日替わりコーナー2
  - （月） - ラジゴン大喜利・笑店街
    - お題が毎週出される。リスナー参加型コーナー。優秀作品にはプレゼントも贈られる。

  - （火） - 名奉行・遠山のふみさん（旧題：ラジゴン・謎のフミクス）
    - お悩み相談コーナー。

  - （水） - チンタメ
    - パーソナリティのちん視点でのエンタメ情報などをピックアップするコーナー。

  - （木） - NEWS がぶり寄り
    - 様々なニュースのキーワードをTOGGYが独自の視点で解説するコーナー。
- 14:35 - （火・木）ライフ・ウィズ・北九州（提供：北九州市）
  - 北九州の市政情報などを伝える。
- 14:40 - Traffic Report
- 14:55 - MY OLYMPIC α（JFNネット番組）
- 15:00 - ラジ★ゴン ちょっ コレなぁ～ん!?～ちょっコレ～
  - DJが「ちょっと、これ何?」と気になるものを紹介するコーナー。
- 15:09 - Today's Report
- 15:19 - ガチャポン・ゲスト
  - ゲストコーナー。ゲスト登場前にパーソナリティが映画音楽にのせてプロフィールなどを紹介する。コーナーに入ってからは、ゲストがガチャガチャを回し出てきたカプセルの中に入っている紙に書かれているテーマについて語り、ライブ情報などを告知して、最後に曲を掛けるという流れになっている。また、ゲストがいない場合はリスナーのメッセージ紹介などに充てられる。
  - 冒頭、ゲスト紹介時のBGMは映画音楽が使われており、月・火は「007シリーズ」から、水・木は「スパイ大作戦」からの引用。
- 15:34 - Traffic Report
- 15:55 - フィラー
  - （月・木） - DU Know?
  - （火） - みんなで撲滅 飲酒運転
  - （水） - 輝く健康ラジオ
- 16:00 - なっつカフェ
  - リスナーからの「懐かしいあの曲」のリクエストに応えるコーナー。3曲をテーマで括ってリクエストされることが多い。正午開始時は12:18前後に放送されていた。
- 16:27 - エンディング
  - プレゼントの当選者発表、お誕生日コール、GOW!!の告知などが行われる。

### 終了したコーナー
- 発掘いるいる大辞典
- 禊アワー

「懺悔アワー」から一時期「禊アワー」になっていたが、2ヶ月ほどで「懺悔アワー」に戻った。神主と巫女によるメッセージの紹介だった。
- 八女弁講座
- 世界うるるん倦怠期
- イタリヤ長介のだめだこりゃ
- くらじいさんの今日のクラッ!
- ながさきほっとストリート（水曜）
- 門司港レトロ通信（木曜）
- 優子のなんでもベスト5（水曜）
- お代官様!ご無体な!（木曜）
- DHCココロサプリ
  - 悩み相談コーナー
- ラジ★ゴン@ショッピング探検隊
- ラジ★ゴン ショッピング探検隊2
- ユウコヤ・マーダー世界の旅（月曜）
  - 斉藤が産休中代役出演していた山田がメインのコーナー
- ラジ★ゴン・リクエスト・ボックス
  - 番組が毎日テーマを決めて、そのメッセージを紹介する代わりに番組からリクエストに答えるコーナー。最優秀賞のプレゼントは"しゃもじ"であるが、夏場はプレゼントが変更される。12時台に放送
- タイトルコール
  - 13時冒頭に放送。番組リスナーの中から毎日1人を選び、さまざまな質問をしている。13時の冒頭にこの番組のタイトル、「SUPER RADIO MONSTER ラジ★ゴン」といってもらい、リクエストにも答える。月・火はBUTCHによるコメントが入る。水・木はすぐにコーナーに入る。
- （月・火）ざんげアワー
  - 神父とシスターがリスナーからの懺悔を受け付け、抽選で1人に免罪符が送られるが、“綿財布”と誤解されやすい。
- （水・木）帰りの会
  - 水曜日は優子先生（山田）、木曜日はたくの先生（米岡）がリスナーからのほめて、しかって、はげましてなどのメッセージをものまねで紹介する。
- 鷹の爪
  - 福岡ソフトバンクホークス徹底応援のコーナー（ただし不人気コーナー）
- ロック54の人生これでピシャリ!
  - 博多の伝説のロッカー、ロック54に扮した米岡がリスナーからの質問などに答えるコーナー
- （木）鳩バス男の発車しまーす
  - 米岡が扮するラジゴンバスの運転士「鳩バス男」とラジゴンバス社長令嬢（という設定）の山田がバスにまつわる話題やおいしいお店の話題などをしていたコーナー。リスナーからのメッセージも募集されていて、紹介される際は「ラジオネーム」ではなく「バスネーム」となっている。また、山田はマイピンポンを持参していた。（2010年頃にリスナーから送られたもの。）ほかにも、月のはじめにはラジゴンバスの川柳というものが発表されるが、その場で考えていたらしくその都度言うことが変わる、ということがよくあった。鳩バス男は過去に話したことをすぐに忘れるようで、リスナーからの指摘に焦ることも多かった。米岡の降板によりコーナーは消滅したが、現在日曜 9:30 - 9:55で『にしてつバス presents 米岡誠一の「ぼくらのバス!発車オーライ」』内容を引き継ぎ、放送している。
- （火）ナジ→ランチ
  - 謎のアジア人のおすすめランチ情報を紹介するコーナー。
- （木）目指せ! 流行語 ラジ★ゴン ネーミング企画室

## よりぬき ラジ★ゴン
2009年4月より、「SHOWER 5:00 PUNCH!!! ごじぱん」の後番組としてスタート。開始当初の放送時間は月曜 - 木曜 6:00 - 6:30・6:45 - 7:00。放送日の前週放送されたラジ★ゴンを45分間に編集して再放送している。
開始当初は55分間の放送だったが、2012年4月改編で本編で放送されていた「あぐりずむ」が5:45 - 5:55に移動したため短縮された。その後2013年4月にSTAND UP! MORNING終了に伴い、放送時間が1時間繰り下げられた（途中クロノスのAライン枠をネットするために中断あり）。
2019年4月からは再び5:00 - 5:45の放送となる。
2020年3月31日をもって番組が終了することから、一週間早く3月26日をもって放送を終了した。

### 放送内容
- なっつカフェ
- 日替わりコーナー1
- 日替わりコーナー2
- その他話題など

## その他
- もともとは月・水、火・木でコンビが固定されていた。(2000年ごろから月・火、水・木で固定された)
- 鳩バス男のコーナーで、実際に西鉄バスで使えるバスカードを発行したことがある。
- 水曜日の「ラジ★ゴン帰りの会」で、先生役の山田優子が披露する物真似は、武田鉄矢、松浦亜弥、青木さやか、ユンソナ、磯野カツオ、さとう珠緒など。特に前者2つが好評で、本人からもコメントが来たことがある。
- 4人のDJがデザインしたTシャツを限定販売したことがある。
- ラジ★ゴンのジングルにはかなり多彩な種類があり、FIRE BALL、orange pekoe、YA-KYIM、湘南乃風、SUEMITSU & THE SUEMITH、SEAMO、BAGDAD CAFE THE trench town、MOOMIN、笑い飯、麒麟、ヤフードームのウグイス嬢、などのバージョンがある。ちなみにウグイス嬢バージョンは、2007年1月16日の鷹の爪にこのウグイス嬢が出演したときの生放送中に作られた。
- ラジ★ゴン・リクエストボックスは、当初「にしぎん リクエスト・オン・ライン（西日本銀行（当時）がスポンサー）」というタイトルであった。